# Додо Абашидзе
Давид Иванович Абашидзе, известен като Додо Абашидзе (на грузински: დავით აბაშიძე, დოდო აბაშიძე; на руски: Дави́д Ива́нович Абаши́дзе; роден на 1 май 1924 г. в Тбилиси, починал на 26 януари 1990 г.) е грузински актьор и режисьор. Носител на награда Ника за „აშიკ-ქერიბი“ (Ашик-Кериб) в категория най-добър филм.

## Биография
През 1949 г. завършва театрален институт в Тбилиси и започва творческата си кариера в театъра на Шота Руставели.

## Филмография

### Филми
Играе между другото в:
| Година | Заглавие                | Роля            |
| ------ | ----------------------- | --------------- |
| 1954   | „ჭრიჭინა“               | Бичико          |
| 1957   | „ბაში-აჩუკი“            | Абдушахил       |
| 1961   | „Командировка“          | Директор завода |
| 1964   | „Белый караван“         | Водач           |
| 1966   | „Листопад“              | Резо            |
| 1968   | „Необикновена изложба“  | -               |
| 1968   | „მალე გაზაფხული მოვა“   | Шота            |
| 1969   | „Пиросмани“             |                 |
| 1972   | „როცა აყვავდა ნუში“     | Ники            |
| 1975   | „პირველი მერცხალი“      | Ясон            |
| 1977   | „გასეირნება თბილისში“   | Шалва Хутоевич  |
| 1978   | „Кваркваре“             | Кваркваре       |
| 1985   | „ამბავი სურამის ციხისა“ | Осман-ага       |

### Режисерия
Режисира филми:
| Година | Заглавие                |
| ------ | ----------------------- |
| 1985   | „ამბავი სურამის ციხისა“ |
| 1988   | „აშიკ-ქერიბი“           |